# MP34冲锋枪
MP34（德語：Maschinenpistole 34，意為：34型衝鋒槍）是一款由奧地利斯泰爾兵工廠所研製及生產的冲锋枪，在1930年代至二戰期間被奧地利警察以及隨後的德國國防軍和武裝親衛隊所採用，而部分國家和組織直到1970年代時仍在使用。該衝鋒槍發射9×19毫米魯格、9×23毫米斯泰爾和9×25毫米毛瑟出口型等多種口徑的手枪子彈。

## 研製歷史
MP34是由總部設在杜塞尔多夫的莱茵金属公司以MP18的設計為藍本所研製的。該武器的設計本身亦類似於第一次世界大战末期於德軍服役的伯格曼MP18。
由於在1919年簽訂的凡尔赛条约中禁止德國製造部分類型的武器，當中包括衝鋒槍、槍管長度超過4英寸（102毫米）和彈匣裝填容量超過8發的輕型自動槍械，因此德國在一些軍械方面的研究和製造都受到限制。萊茵金屬公司為了繞過該條約生產武器，遂於1929年收購了瑞士索洛圖恩兵工廠公司，並開始秘密生產MP34的原型。MP34最初依從瑞士公司的習慣被命名為「S1-100」。由於索洛圖恩公司不適合大規模生產，萊茵金屬公司轉而取得奧地利軍火製造商斯泰爾兵工廠的控股權，並將該公司生產的武器透過於苏黎世創立的斯泰爾-索洛圖恩武裝親衛隊有限公司向商業和軍事兩個市場出售。
MP34的製造材料為當時可以使用的最高級材料，而製成品亦全部通過嚴密的檢驗標準，品質上乘。也因為MP34的製造是如此出色，因而有著“勞斯萊斯衝鋒槍”的綽號。然而，製造出MP34高質量的代價是其背後的高昂生產成本。

## 操作

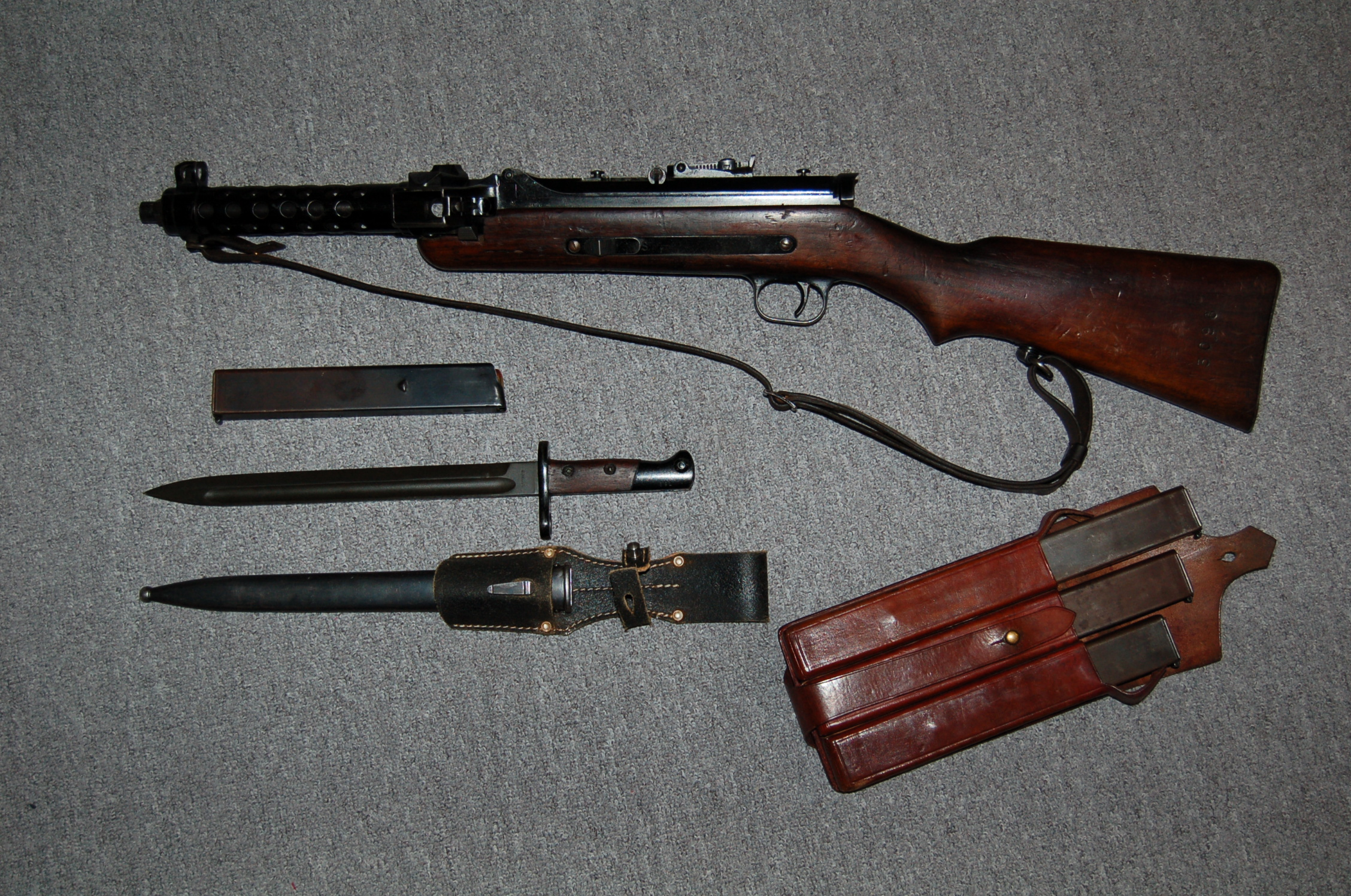
MP34、刺刀和備用彈匣

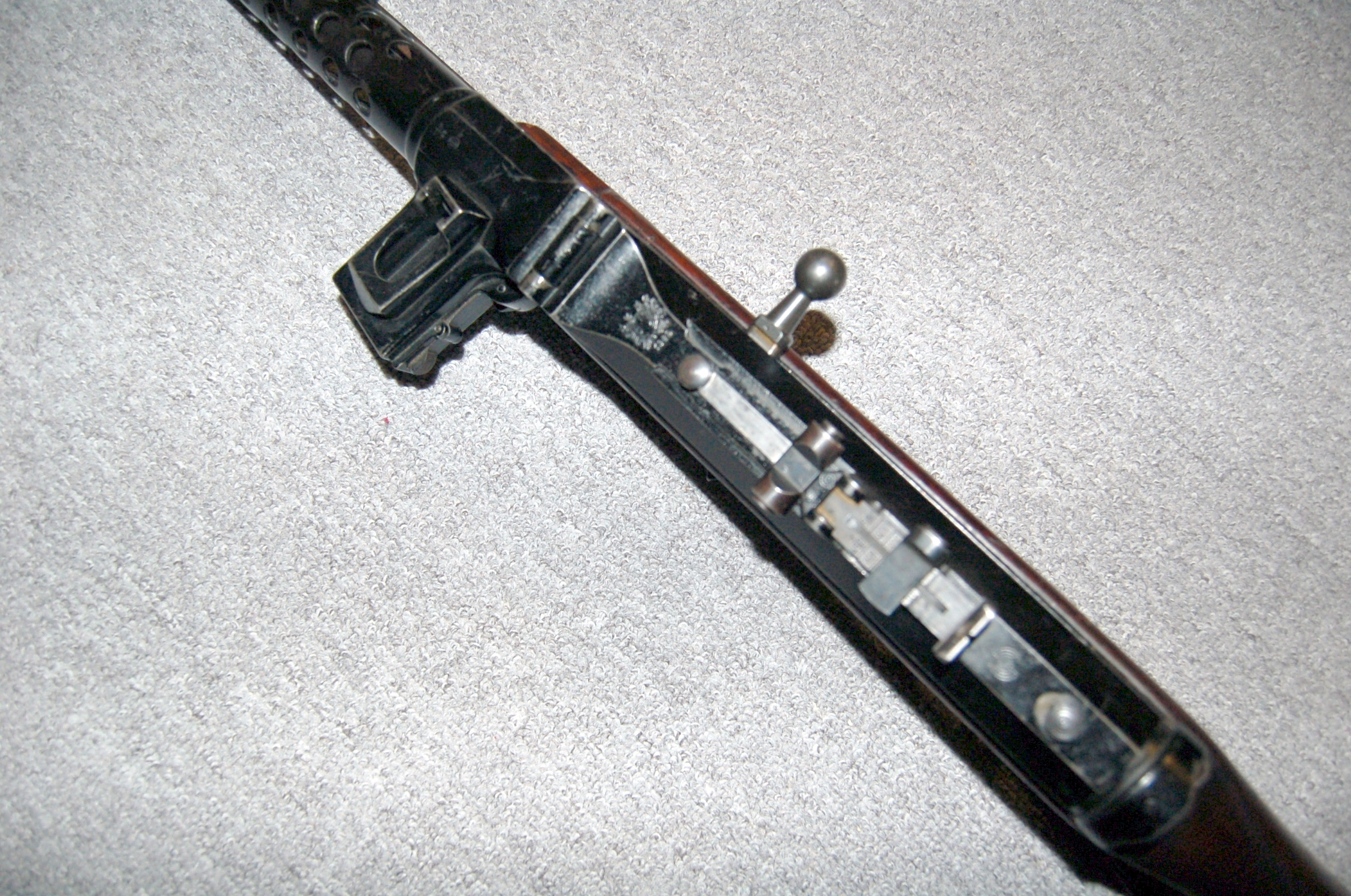
MP34的照門、保險和彈匣插槽

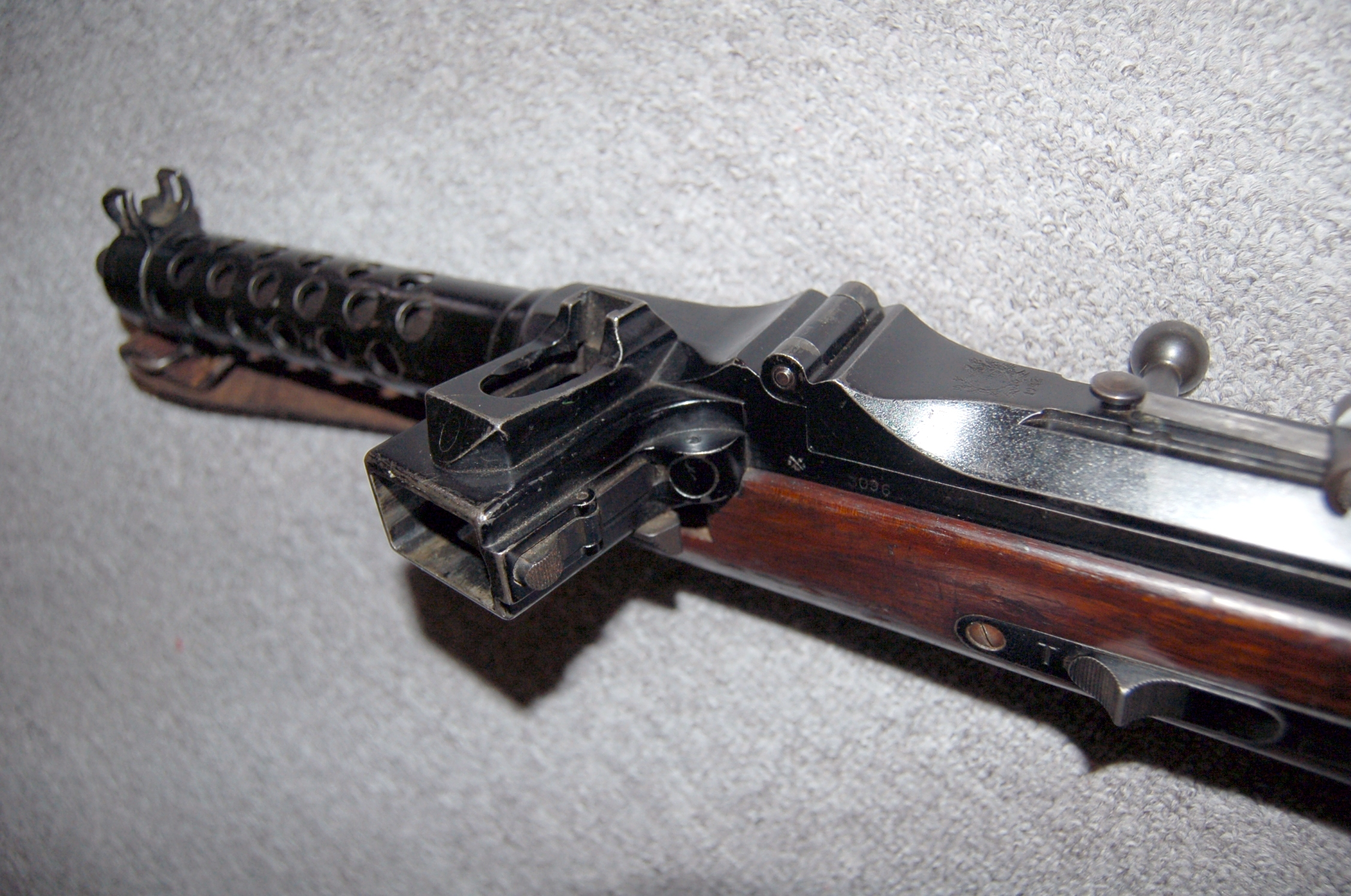
雙用途彈匣插槽

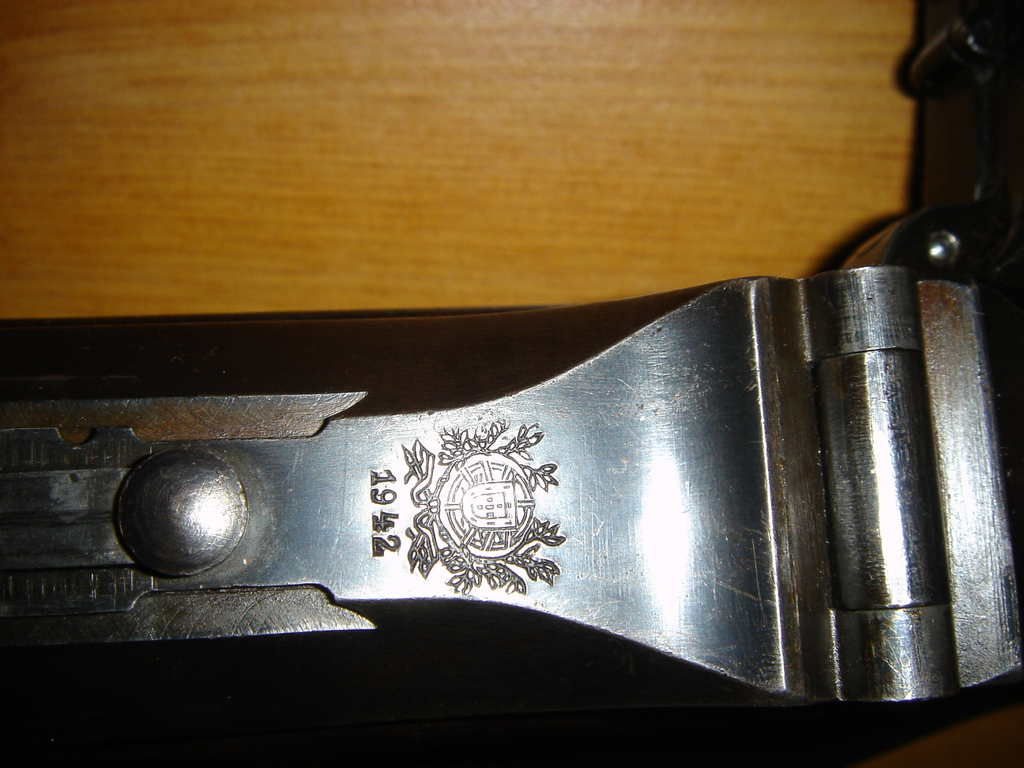
1942年合同版本的葡萄牙冠徽

MP34是一枝擊發調變式（單發或全自動）武器，以反沖作用槍機與開膛待擊槍栓射擊。復進簧被設在木製槍托以內，並且通過一根長推桿以樞轉式附接至槍機後部的方式連接到槍機上。藉由按壓兩個釋放扣，並且向前打開鉸鏈式頂部機匣蓋，即可輕易地將槍機和扳機組件取出來，這使得清潔程序非常容易地執行。
槍托的左手側具有一個滑動式射擊選擇開關（標字母為T和S）。該槍的初期生產型具有鉤形切割形式的施邁瑟式槍機鎖式保險（類似於MP40），當槍機處於待擊狀態（眾所周知，這是不安全的）的時候用以與槍機把手嚙合。後期的型號中，還包括頂蓋上的照門前方設有的手動保險。這個保險可在待擊或閉鎖兩種位置以下鎖上武器。
32或20發盒式彈匣從左側的彈匣插槽插入，而彈匣插槽呈傾斜稍微向前傾，以提高供彈效率並防止卡彈。此外，同一個彈匣插槽還整合了彈匣填充功能。一個空彈匣可以從下面插入並鎖定到位。然後從上方裝上彈夾條（每條8發）以後可將彈藥裝入彈匣內。
所有的MP34均配備了一個帶有半手槍式握把的木製槍托。槍管被穿孔式隔熱罩所封閉，並於右側具有刺刀固定座以便安裝刺刀。機械瞄具為步槍式準星（連帽或開頂式）和照門，後者的表尺分劃為100—500米。
該武器還可裝上可拆卸式兩腳架以提高穩定性。

## 服役
1930年，奧地利警察採用了MP34的原型「S1-100」，並命名為斯泰爾MP30，發射的是警方標準的奧地利9×23毫米斯泰爾手枪子彈。奧地利軍隊所採用的斯泰爾-索洛圖恩S1-100則命名為斯泰爾MP34，發射火力較為強大的9×25毫米毛瑟出口型手枪子彈。該武器也被出口到智利、玻利維亞、薩爾瓦多、烏拉圭和委內瑞拉，同時亦有少量7.63×25毫米毛瑟口徑型被出售給中國。為南美洲市場而設計的S1-100 .45 ACP口徑版本與其它型號不同，可以根據槍托上的額外手槍式握把來識別。
由於1938年德國吞併奧地利，德國陸軍獲得了大部份可用的斯泰爾MP30和MP34。其後，一部份槍管改裝為9×19毫米魯格手枪子彈，並獲發配予德國軍隊，命名為MP34(ö)（意為：“衝鋒槍34型，奧地利”）。1940年中期，MP34停止生產，並將斯泰爾的生產線改為生產MP40。MP40是一款設計更簡單、而產生成本亦比MP34便宜得多的武器。正因為制式輕武器的替換，雖然有一小部份MP34分別在波蘭和法國戰役初期被武裝親衛隊部隊所採用，新MP38的大規模批量生產令MP34的服役時間顯得相對較短。其後它被分配到後方聯絡線和預備役部隊，包括憲兵和戰地憲兵分隊中使用。
葡萄牙購買了少量的.45 ACP版本，並於採用後命名為11.43毫米m/935衝鋒槍（葡萄牙語：Pistola-metralhadora 11,43mm m/935）。1938年，葡萄牙也購買了少量的7.65×21毫米魯格口徑的S1-100，並將武器命名為7.65毫米m/938斯蒂爾衝鋒槍（葡萄牙語：Pistola-metralhadora 7,65 mm m/938 Steyer）。1941年和1942年，大批9毫米MP34衝鋒槍由德國運送到葡萄牙，在葡萄牙服役的9毫米MP34被命名為9毫米M/942斯蒂爾衝鋒槍（葡萄牙語：Pistola-metralhadora 9 mm m/942 Steyer）。許多葡萄牙M/942的保險機構前端都具有葡萄牙冠徽與德國武器局標記組合。M/942留在葡萄牙陸軍中服役至1950年代，而在葡萄牙殖民地戰爭中亦被葡萄牙於非洲的海外殖民地中的準軍事部隊和安全部隊所採用，直到1970年代為止。

## 使用國
- 奥地利
- 玻利维亚
- 智利
- 中華民國
- 薩爾瓦多
- 日本
- 保加利亞
- 德意志國
- 葡萄牙
- 乌拉圭
- 委內瑞拉

## 流行文化

### 電影
- 2001年—：型號為斯泰爾-索洛圖恩S1-100，由神秘組織大祭司印何闐（High Priest Imhotep，阿诺德·沃斯洛飾演）、蜜拉·娜依思／安卡·蘇·娜穆（Meela Nais／Anck Su Namun，派翠西·薇拉絲奎茲飾演）和多名信徒所使用。
- 2007年—《終棘警探》：型號為斯泰爾-索洛圖恩S1-100，由喬伊絲·庫柏（Joyce Cooper，比利·怀特劳飾演）和桑福鎮警員桃樂絲·戴卓爾（PC Doris Thatcher，奧利維亞·柯曼飾演）所使用。

### 電子遊戲
- 2014年—《英雄與將軍》：德軍玩家可解鎖的第一把衝鋒槍。
- 2014年—：命名為「MP-34」，表尺前方配備售後市場附件導軌，除特殊的簽名武器衍生型外無法裝上任何附件。
- 2016年—：削短槍托尾部，彈匣裝填位置改為底部，以及供彈具改為5.45×39毫米蘇聯口徑AK四排彈匣，命名為「MP34A」。
- 2018年—《5》：命名為“MP34”。
- 2018年—《5》：命名為“MP34”，為醫療兵專用武器。預設使用20發彈匣供彈，可透過“延長彈匣”改裝轉換至32發彈匣。
- 2019年—：為由缺陷的散零件裝配，並改裝而成的即興武器，裝有自製的紅點鏡。
- 2021年—《極地戰嚎6》：命名為「MP34」。
- 2021年—《應徵入伍》：在德軍科技樹上命名為MP34(Austria)，表明是奧地利生產的型號。

## 資料來源
注釋
1. ↑  .   [2014-05-12]. （原始内容存档于2012-09-08）.
2. ↑  As Armas da 1ª Guerra Mundial, 5 September 2007 As armas da 1ª guerra mundial （页面存档备份，存于）
3. ↑  Abbott, Peter and Rodrigues, Manuel, Modern African Wars 2: Angola and Mozambique 1961-74, Osprey Publishing (1998), ISBN 0-85045-843-9, p. 17
4. ↑  As Armas da 1ª Guerra Mundial http://quelegalbakana.blogspot.com/2007_09_01_archive.html （页面存档备份，存于）

參考文獻
- Gotz, Hans Dieter, German Military Rifles and Machine Pistols, 1871-1945, Schiffer Publishing, Ltd. West Chester, Pennsylvania, 1990. OCLC 24416255
- Günter Wollert;  Reiner Lidschun;  Wilfried Kopenhagen, Illustrierte Enzyklopädie der Schützenwaffen aus aller Welt : Schützenwaffen heute (1945-1985), Berlin : Militärverlag der Deutschen Demokratischen Republik, 1988. OCLC 19630248
- Edward Clinto Ezell, Small Arms Of The World, Eleventh Edition, Arms & Armour Press, London, 1977
- Schweizer Waffen Magazin
- Internationales Waffen Magazine
- German Small Arms (1971)

## 外部連結
- （英文）—Modern Firearms－Steyr - Solothurn S1-100 / MP-34 submachine gun （页面存档备份，存于）